# Bratislavské luhy
Bratislavské luhy este o arie protejată (arie specială de conservare — SAC, sit de importanță comunitară — SCI) din Slovacia întinsă pe o suprafață de 684,98 ha, integral pe uscat.

## Localizare
Centrul sitului Bratislavské luhy este situat la coordonatele 48°08′13″N 17°04′10″E / 48.137048°N 17.069544°E.

## Înființare
Situl Bratislavské luhy a fost declarat sit de importanță comunitară în aprilie 2004 pentru a proteja 44 de specii de animale. Situl a fost protejat și ca arie specială de conservare în martie 2004.

## Biodiversitate
Situată în ecoregiunea panonică, aria protejată conține 3 habitate naturale: Lacuri eutrofice naturale cu vegetație de tip Magnopotamion sau Hydrocharition, Păduri mixte riverane de Quercus robur, Ulmus laevis și Ulmus minor, Fraxinus excelsior sau Fraxinus angustifolia, de-a lungul marilor râuri (Ulmenion minoris), Păduri aluvionare cu Alnus glutinosa și Fraxinus excelsior (Alno-Padion, Alnion incanae, Salicion albae).
La baza desemnării sitului se află mai multe specii protejate:
- păsări (21): lăcar mare (Acrocephalus arundinaceus), lăcar-de-rogoz (Acrocephalus schoenobaenus), lăcar-de-lac (Acrocephalus scirpaceus), fâsă-de-câmp (Anthus campestris), rața moțată (Aythya fuligula), buhai de baltă (Botaurus stellaris), Bucephala clangula, cioară de semănătură (Corvus frugilegus), Corvus monedula, lebădă de iarnă (Cygnus cygnus), lebădă de vară (Cygnus olor), lișiță (Fulica atra), ferestraș mic (Mergus albellus), ferestrașul mare (Mergus merganser), Mergus serrator, stârc de noapte (Nycticorax nycticorax), vultur pescar (Pandion haliaetus), corcodel mare (Podiceps cristatus), corcodel-cu-gât-negru (Podiceps nigricollis), guguștiuc (Streptopelia decaocto), corcodel mic (Tachybaptus ruficollis)
- amfibieni (2): buhai de baltă cu burta roșie (Bombina bombina), triton cu creastă dobrogean (Triturus dobrogicus)
- mamifere (5): liliac cârn (Barbastella barbastellus), castor (Castor fiber), liliac cu urechi mari (Myotis bechsteinii), liliac de iaz (Myotis dasycneme), liliac comun (Myotis myotis)
- nevertebrate (9): Cucujus cinnaberinus, orthosia schmidtii (Dioszeghyana schmidtii), fluturele de noapte (Eriogaster catax), Graphoderus bilineatus, libelule (Leucorrhinia pectoralis), rădașcă (Lucanus cervus), fluturele purpuriu (Lycaena dispar), Maculinea teleius, Unio crassus
- pești (7): zglăvoacă (Cottus gobio), Gymnocephalus baloni, boarță (Rhodeus sericeus amarus), Romanogobio albipinnatus, porcușor de nisip (Romanogobio kesslerii), dunăriță (Sabanejewia aurata), fusar (Zingel streber)

Pe lângă speciile protejate, pe teritoriul sitului au mai fost identificate 21 de specii de plante, 9 specii de amfibieni, 11 specii de mamifere, 7 specii de nevertebrate, 6 specii de reptile.